# Throwback, Vol. 1
Throwback, Vol. 1 — кавер-альбом американской R&B группы Boyz II Men, изданный под лейблом Koch Records в 2004 году.

## Об альбоме
Throwback, Vol. 1 включает в себя песни таких артистов, как Teddy Pendergrass, The Isley Brothers и Майкл Джексон. Диск, первый альбом группы после выхода из состава Michael McCary из-за хронических проблем со здоровьем.
Исполнение песни «Grandfather’s Clock» было включено тайваньскую версию альбома в качестве бонус-трека.

## Список композиций
1. «Let It Whip» (Dazz Band)
2. «Let's Stay Together» (Эл Грин)
3. «What You Won’t Do for Love» (Bobby Caldwell, при участии MC Lyte)
4. «Cutie Pie» (One Way)
5. «Close the Door» (Teddy Pendergrass)
6. «For the Love of You» (The Isley Brothers)
7. «Sara Smile» (Hall & Oates)
8. «Human Nature» (Майкл Джексон, при участии Claudette Ortiz)
9. «Time Will Reveal» (DeBarge)
10. «I Miss You» (Klymaxx)
11. «You Make Me Feel Brand New» (The Stylistics)
12. «Grandfather’s Clock»